# 張堯年 (隆慶進士)
張堯年（1537年—1609年），字長卿，號嵩嚴，浙江紹興府餘姚縣人，官籍，明朝政治人物。

## 生平
嘉靖四十三年（1564年）甲子科浙江鄉試第八十名舉人。隆慶二年（1568年）中式戊辰科會試第三百六十三名，三甲第二十名進士。授真定府推官，擢刑部主事，历升兵部职方郎中。因遭忌出为河南布政司左参议，萬曆七年（1579年）二月升广东按察司副使，兵备惠潮，平龙川山寨。十年正月因考察降职，四月以贪污軍費事被革职为民。

## 家族
曾祖張璿，刑部員外郎；祖父張遷；父張啟元，母蘇氏。严侍下。